# Morgan (Vermont)
Morgan és una població dels Estats Units a l'estat de Vermont. Segons el cens del 2000 tenia 669 habitants.

## Demografia
Segons el cens del 2000, Morgan tenia 669 habitants, 247 habitatges, i 185 famílies. La densitat de població era de 8,3 habitants per km².
Dels 247 habitatges en un 35,6% hi vivien nens de menys de 18 anys, en un 61,9% hi vivien parelles casades, en un 8,9% dones solteres, i en un 25,1% no eren unitats familiars. En el 18,2% dels habitatges hi vivien persones soles el 4,9% de les quals corresponia a persones de 65 anys o més que vivien soles. El nombre mitjà de persones vivint en cada habitatge era de 2,71 i el nombre mitjà de persones que vivien en cada família era de 3,03.
Per edats la població es repartia de la següent manera: un 29,4% tenia menys de 18 anys, un 4% entre 18 i 24, un 27,2% entre 25 i 44, un 28,1% de 45 a 60 i un 11,2% 65 anys o més.
L'edat mediana era de 38 anys. Per cada 100 dones de 18 o més anys hi havia 95 homes.
La renda mediana per habitatge era de 37.292 $ i la renda mediana per família de 42.344 $. Els homes tenien una renda mediana de 28.542 $ mentre que les dones 18.125 $. La renda per capita de la població era de 15.565 $. Entorn del 10,9% de les famílies i el 15% de la població estaven per davall del llindar de pobresa.